# Годой Крус
Годой Крус (на испански: Godoy Cruz) е град в провинция Мендоса, Аржентина, част от столицата на провинцията, Мендоса. Населението му по данни от преброяването през 2010 г. е 191 299 жители.
Годой Крус от 1872 г. е известен под името „Виля де Сан Висенте“ (Villa de San Vicente) и от 1889 г. под името „Виля Белграно“ (Villa Belgrano). На 9 февруари 1909 г. получава статута на град и настоящето си име, в чест на доктор Томас Годой Грус, който представлява провинцията Мендоса в Тукуманския прогрес и също така е губернатор и законодател в провинцията.
Футболният клуб на града се казва ФК Годой Крус.